# ياسين هاشم الغربللي
السيد ياسين هاشم الغربللي، من مواليد 1898م ، الأديب والوجيه والنسابة الكويتي ، وهو صاحب ديوان ومنتدى أدبي ضم الكثير من الأدباء والوجهاء في المراحل الأولى لقيام الدولة، ويعرف السيد ياسين بعميد آل الغربللي. اشتهر بعلمه بالأنساب وقد لُقب بالنسابة ، تعددت مواقفه الأدبية والفكرية والخيرية تجاه قضايا الأمة العربية والإسلامية، وقد اعتنى بالأدب والعلوم وتنشئة الشباب ورعايتهم حتى توفاه الله في عام 1996م.

## نسبه
هو السيد ياسين ابن السيد هاشم ابن السيد أحمد ابن السيد محمد ابن السيد ناصر ابن الأمير السيد فواز الغربللي ابن السيد محمد الغربال الكبير، ولد في عام 1898م. وقد روي أن السيد الأمير فواز الغربللي أول من هبط إلى الزبير والأمير فواز هو الذي تولى إمارة وعمادة الأسرة حينها في مدينة الزبير. 
يرجع نسبه الى آل الغربللي، وآل الغربللي هي أسرة عربية هاشمية يرجع نسبها إلى آل بيت النبي محمد صلى الله عليه وسلم. 
والده هو السيد هاشم الغربللي، صاحب النفوذ التجاري العريق والذي بدأ تجارته مبكراً في الكويت وامتدت تجارته الى بومباي الهند، وكانت له الأيادي البيضاء في الخير والبذل، والذي صب بذلك على ابنه السيد ياسين منهلاً انتهجه وسار عليه. 

## تاريخ الأسرة
نزلت أسرة الغربللي في فريج السعود في أول نزولهم في غرب دولة الكويت، حيث قطنوها لفترة ثم انتقلوا وسكنوا فريج العبدالرزاق، ثم انتقلوا وسكنوا سكة عنزة.
اشتغل جل الأسرة بالتجارة كعادتهم واشتهرت كثرة محلاتهم وتنوع  منتجاتهم في واحد من أكبر أسواق الكويت  آنذاك والذي لا يزال منارة وشاهداً حاضراً في وسط مدينة الكويت وهو سوق الغربللي، ثم انتقلوا إلى قبلة وهي مدينة من مدن الكويت قديماً وتحديداً كان سكنهم في المنطقة المسماة الصالحية، حيث تم بناء مسجد الغربللي على نفقة السيد أحمد السيد هاشم الغربللي آنذاك وذلك في عام 1940م، والذي يعاد بناءه وترميمه اليوم في الكويت.
هنا وقفنا

## أسرته
أنجب ياسين الغربللي عدداً من الأبناء لعل أبرزهم هو السيد عبدالعزيز ياسين الغربللي والذي اشتهر بالأدب وسار على خطى والده وقد كان مشهوراً مع ثلة كبيرة من الأدباء والشعراء الكويتيين أمثال الشاعر فهد العسكر وصالح شهاب وعبدالله زكريا الأنصاري وعبدالرزاق البصير وغيرهم.
وله من البنات السيدة غنيمة التي كانت من مؤسسين رابطة الاجتماعيين الكويتيين عام 1967م، وقد تصدت كذلك لعضوية الجمعية الثقافية الاجتماعية النسائية في الكويت، وهي من أوائل المساهمات اللتواتي تم على أيديهن إنشاء الجمعية النسائية مع زميلات أخريات أمثال لولوة القطامي التي ترأست الجمعية في بدايتها.
كذلك اشتهر أخوة السيد ياسين في مجالات عديدة، فمن باب التجارة اشتهر الأخ الأصغر السيد أحمد سيد هاشم الغربللي، والذي تعددت تجارته وله عدة وكالات عالمية استقطبها للكويت. ومن أخواته السيدة طيبة سيد هاشم الغربللي وقد كانت زوجة الشيخ عبدالله الجابر الصباح.

## حياته المهنية

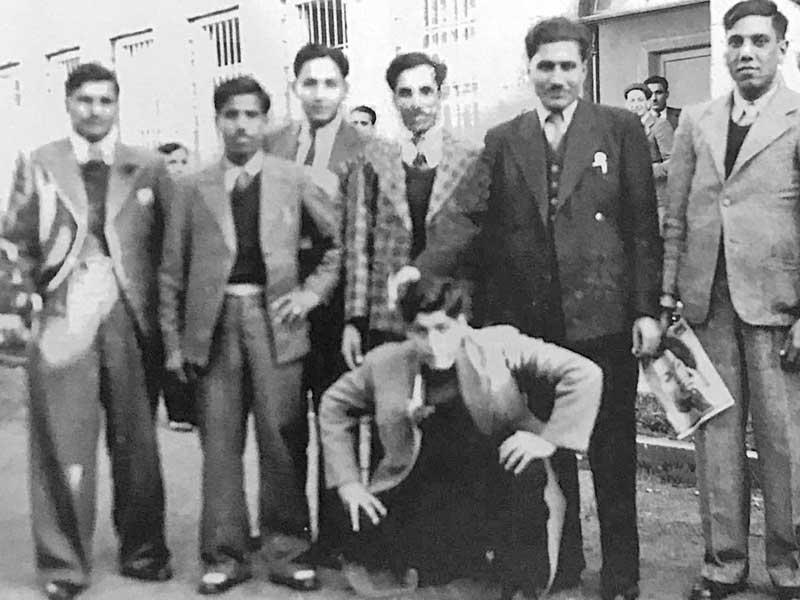
صورة داخل ساحة الجامعة الأميركية في بيروت، ويبدو محمد العبدالمغني في الصورة الأول ناحية اليمين، وبجانبه صديقه المرحوم سيد ياسين سيد هاشم الغربللي عام 1945م

بدأت حياته العلمية والمهنية بالدراسة وطلب العلم، وقد تنقل كثيراً وسافر الى بيروت في لبنان لزيارة الجامعة الأمريكية هناك، لينهل من الأدب والمعرفة مع صديقه محمد العبدالمغني الذي لازمه في تلك الفترة، ومع ثلة أخرون من الوجهاء أمثال سعود النفيسي وحمود العنجري وعيسى المطر رحمهم الله جميعاً. 
تخللت حياة الراحل ياسين الغربللي الكثير من المحطات المهنية والإنجازات على الصعيدين المحلي والخارجي. ففي أول بداية في عام 1923 بدأ عمله الحر في التجارة والشراكة مع مجموعة من التجار، الشيخ حافظ وهبة وعيسى القطامي وداود نصر الله وكان رأس مال الشركة حينها 20 ألف روبية كما يذكر ذلك السيد يعقوب الرشيد. ومنها مشاركته للعديد من التجار في دولة الإمارات والبحرين والإحساء وعلاقاته الطيبة معهم. ولعل سيرته المهنية الطويلة أكسبته نوافلاً من الطيبات في أخلاقه حيث عرف عنه حبه ووفاؤه لأصحابه وتواصله الدائم معهم.
ومن سيرته المهنية نذكر التالي:

### رحلته الى دبي
عمل السيد ياسين وكيلا لمجلة كان يصدرها المؤرخ عبد العزيزالرشيد في دبي في أواخر العشرينات من القرن الماضي. وقد كان له اليد الطولى مع مجموعة من الأدباء في زيادة الروابط وتوطيدها بين دولتي الإمارات والكويت. ومما يشيد بمواقفه مع الكثيرين من النجباء في دولة الإمارات وعلاقته القريبة منهم الرسالة التي كتبها أحمد بن سليم إلى صديقه السيد ياسين الغربللي يحكي له عن رحلته مع الشيخ راشد آل مكتوم إلى أمريكا.

### بعثة الإحساء
تم اختياره للعمل في الاحساء (1930م-1933م) مع نخبة من مثقفي الكويت في منتصف عشرينيات القرن الماضي، فكان أن قد تمت اتصالات بين الملك عبدالعزيز آل سعود والشيخ أحمد الجابر الصباح، للاستعانة بالخبرات الكويتية المتعلمة لتطوير منطقة الأحساء وموانئها ومرافقها العامة، ولم يأتِ هذا الطلب إلا لثقة المملكة بسمعة رجالات الكويت، وعلى إثر ذلك رشح الشيخ أحمد الجابر مجموعة من الكويتيين للقيام بهذه المهمة، وهم الآتية أسماؤهم: أحمد عبدالعزيز السميط، أحمد عبداللطيف الحمدي القناعي ــــ أصبح فيما بعد مديراً لدائرة مالية الكويت، جاسم محمد السديراوي، حمد إبراهيم الفوزان ــــ أصبح فيما بعد مديراً لبلدية الكويت، حمد المير، خالد سليمان العدساني ـــ أصبح فيما بعد أمين سر مجلس 1938 التشريعي، وبعد ذلك سفيراً ووزيراً، سلطان آمان، عبداللطيف إبراهيم النصف ـــ شاعر وأديب كبير وأصبح فيما بعد سكرتير الشيخ عبدالله السالم، خالد الفرج ــــ شاعر وأديب كبير، محمد العبدالمغني ــــ أصبح فيما بعد مقرراً للمجلس البلدي في بدايات المجلس ومحاسباً عند تأسيس دائرة مالية الكويت، عبدالرحمن عبدالعزيز الهاشم ــــ والد النائبة صفاء الهاشم، عبدالعزيز الحميضي ـــ أصبح فيما بعد رئيس لجنة الجنسية عن منطقة القبلة ومختاراً للشويخ "باء"، عبداللطيف حمد إبراهيم الفوزان ـــ تفرغ فيما بعد لأعماله الخاصة، ، فهد عبدالعزيز السميط، سريع عبدالرحمن السريع، حجي بن جاسم الحجي ـــ شاعر وأديب، عبداللطيف الخترش ـــ تفرغ فيما بعد لأعماله الخاصة، يوسف حمد إبراهيم الفوزان، ومنهم أخيراً سيد ياسين سيد هاشم الغربللي. 
عمل السيد ياسين مع تلك المجموعة خلال تلك الفترة ونتيجة لذلك استلم الكويتيين مرافق الاحساء الهامة مثل الموانئ والمخازن وكانوا محلا لأمانة والثقة فمنهم من أمضى بضع سنوات ومنهم زاد عن ذلك سنوات أخرى. وقد نقل عنه أنه كان يتقاضى راتباً شهرياً قدره عشرة ليرات (نيرات) ذهب فمنها استأجر منزلاً وعين خادماً وباقي المعاش كان يرسله لأهله في الكويت. 

### شركة حمال باشي
بعد عودته من الأحساء شغل منصب مدير عام والتي عرفت باسم شركة حمال باشي، وهي أول شركة كويتية مساهمة يعهد إليها بمهمة شؤون الموانئ الكويتية واستمر فيها حتى عام 1940م. وعين خالد الزيد الخالد رئيسا لمجلس ادارة الشركة وكان السيد ياسين الغربللي اول مدير لها ثم عين عيسى العبدالجليل مديرا لها عام 1943م.

### شركة تموين الأقمشة
إبان الحرب العالمية الثانية ونظراً للظروف الاقتصادية الصعبة التي مرت بها المنطقة قامت حكومة الكويت بتأسيس شركة عرفت باسم شركة تموين الأقمشة على غرار شركة تموين المواد الغذائية فالشركتان تم انشاؤهما في عام 1942م وذلك لتخفيف العبء على المواطنين وصرف مشترياتهم بأسعار مناسبة فعهدت الحكومة للسيد ياسين سيد هاشم الغربللي كرجل ثقة بتولي ادارة شركة تموين الأقمشة واصبح مديراً لها وذلك ما يدل على ثقة الدولة وأمانة السيد ياسين وخبرته الطويلة في التعامل مع الإدارة.، وأخذت البطاقات توزع على المواطنين بالتساوي وكان كل فرد كويتي يمكنه الحصول على ٦ ياردات من القماش فقط. 

### مديرا لدائرة الصحة
ومع انطلاقة تأسيس الدوائر الحديثة في الكويت ونظراً للثقافة الواسعة التي يتمتع بها العم ياسين الغربللي بالاضافة إلى اجادته اللغة الانجليزية، تم تعيينه مديراً لدائرة الصحة العامة في سنة 1949 واستمر لبضع سنوات تفرغ بعدها لأعماله الخاصة.

## اسهاماته المجتمعية

### الديوان الأدبي
اشتهر السيد ياسين بديوانه الشهير، وهذا الديوان كان عبارة عن منتدى ثقافي وأدبي في بداية الأربعينات، يلتقي فيها المثقفين من الكويت والقادمين من البصرة والزبير والسعودية لتبادل الأفكار والنقاشات الأدبية، والتي كون فيها الشباب الجوهر الأدبي الخالص لنبوغهم وشهرتهم فيما بعد.
استمر السيد ياسين في تقديم تلك الخدمات الجليلة والعديدة في عالم الأدب والأدباء من خلال ديوانه العامر في منطقة الشويخ السكنية والذي كان يعتبر منارة مشهورة لرواد الأدب في الكويت، وقد ضم ديوانه النخبة والصفوة من تجار وعلماء وأدباء الكويت ومن أبرزهم: عبالعزيز حسين وعبدالله زكريا الانصاري ويعقوب عبدالعزيز الرشيد و الفلكي صالح العجيري،  وقد كان رحمه الله يستقبل رواد ديوانه على ثلاث فترات: الأولى بعد صلاة العصر والثانية ما بين المغرب والعشاء والثالثة بعد العشاء وكل فترة تضم وجوهاً ورواداً وشخصيات تختلف عن الفترة الأخرى، كل هؤلاء حرصوا على التردد إلى الديوان لما وجدوا في العم الفاضل من حسن استقبال ودماثة خلق وصحبة وفاء منقطعة النظير. فقد حرص ياسين الغربللي في ديوانه على تناو ل كتب النقد الأدبي والشعر وبعض كتب الثقافة، إلى جانب الأحاديث الاجتماعية والأدبية التي يتم تداولها في الديوان، وقد كان ياسين الغربللي يتصف بتبني مبدأ القومية باعتدال بما يتناسب مع الشريعة الإسلامية السمحاء.  
لم تنته مسيرة العم ياسين الغربللي مع الأدب والأدباء والأصدقاء فقد واصل مسيرته في ديوانه العامر في سنواته الأخيرة ليستقبل محبيه في كل يوم، وقد كان ديوانه يمتد من الساعة 4 مساء وحتى الثانية عشرة عند منتصف الليل في 3 ورديات متتالية، وتطول أحيانا لوردية صباحية في أيام العطل كما يذكر ذلك المؤرخ صالح شهاب في مقالته. 

وكان قد كتب الشاعر عبدالله زكريا الأنصاري شعراً يعتذر فيه للعم ياسين الغربللي على عدم تمكنه من حضور موعد اتفقا عليه، وكان من ضمن أبياتها التي كتبها في تاريخ 28 ذي القعدة 1363هـ:
أبا علي جئت مستسمحاً فغض عني يا حميد الخصال
فإن تجد بالعفو عمّا بدا فإنني أصبح في خير حـــــال 

### جمعية الشويخ التعاونية
وفي عام 1960 عمل مع اللجنة التأسيسية التي كان لها دور في انشاء أول جمعية تعاونية على مستوى الكويت في منطقة الشويخ (ب) السكنية قبل صدور قانون الجمعيات التعاونية وقد أطلق على الجمعية اسم (الشركة المحلية لسوق الشويخ) 1960م. مما حدا برجالات الكويت ان يحذو حذوه لتأسيس جمعيات تعاونية اخرى في مناطقهم فيما بعد. 
لقد رسمت حياة السيد ياسين العديد من المعالم المهمة التي انتقلت معه حيث ارتحل من بلد إلى بلد ومن مهنة إلى مهنة. فقد كان شغوفا بالتعلم إلى جانب إخلاصه ووفاءه اللذان لا ينفصلان عن اجتهاده وحرصه الشديد على البذل والسعي من أجل لقمة العيش.

### اسهماته الخيرية
عٌرف عن السيد ياسين نصرته لقضايا الأمة وتعاطفه الشديد وحماسته تجاه ما يحدث، خاصة وأنه عاصر الكثير من المشاهد المؤلمة لما حدث لأخوانه في الجزائر وفي ليبيا وفي بقاع مختلفة من فلسطين، وله يد طولى في الخير امتدت إلى كثير من البلدان وليس فقط في الكويت، كما دون ذلك في التاريخ الكويتي عن تبرعه إبان العدوان الاسرائيلي في حرب أكتوبر عام 1973م مع ثلة كبيرة من تجار وأبناء الكويت، حيث يذكر عنه يوماً أنه تبرع بمبلغ 30 روبية وكان من أوائل من قدم هذا التبرع السخي لنصرة اخوانه في فلسطين عام 1936م. 

وفيه يحكي الشاعر مبارك بن حمد العقيلي وهو من مواليد الأحساء وقد عاش في دبي وعاصر في زمانه آنذاك السيد ياسين الذي دخل عليه في دكانه في سوق مرشد في دبي وقد ظهرت عليه آثار التألم وسرعان ما انهمرت دموعه نتيجة قراءته لصفحات تتحدث عن هجوم الإيطاليين والفرنسييين على تونس والجزائر وليبيا، فأنشد الشاعر أبياتاً جميلة:
لا تَبْكِ تونسَ يا ياسينُ أو قُدُساً   ولا طرابُلُساً إذْ حلَّها الباسُ
النارُ شُبَّتْ وذي أوطانُنا احترقت والرُعبُ أقعدنا والرُغبُ والياسُ
متى اتَّحدنا وكُنَّا أمةً عُرباً ما يَقْضِهِ زيدُنا يُمْضِيهِ جسَّاسُ
قد بُحَّ صوتي وصوتُ المصلحين معاً وما أُجِبنا كأنَّ القوم أرماسُ
قفْ بالقبورِ ونادِ الساكنين بها      فقد يكُونُ لدى الأمواتِ إحساسُ
لا يهجم الذئبُ الا والرِّعا هَمَلٌ  فمن لها يا ابن وُدِّي اليومَ حُرَّاسُ

ضَلَّت بنُو العُرْبِ مِنهاجَ الهُدى فَغَدَتْ يَسُومُها الخسفَ أنجاسٌ وأرجاسُ 

### رعايته للناشئة والشباب
اهتم السيد ياسين الغربللي برعاية الشباب منذ بداياته، وكانت تلك الرعاية على شكل احتضانهم في ديوانه الأدبي الذي كان يضم نخبة من الأدباء والوجهاء، وقد حرص السيد ياسين على حضور العديد من الوجوه الشابة آنذاك لتشجيعهم على الأدب والفنون بكل أنواعه حيث بزغ نجم العم صالح العجيري والمؤرخ عبدالعزيز الرشيد واليعقوب في ظل تلك الرعاية التي يقدمها لهم. وقد قام بتولي رعاية الأستاذ يعقوب الرشيد من الناحية الثقافية والأدبية بحكم مسكنه إلى جوار منزلهم، وقد كان السيد يعقوب الرشيد يرجع الفضل بعد الله سبحانه وتعالى للعم ياسين الغربلي في رعايته من حيث اتجاهه إلى اللغة العربية ودراستها. وقد ذكر ذلك العم صالح العجيري رحمه الله في لقاء له أنه كان كلما مر بديوان ياسين الغربللي يحن لتلك الأيام التي مضت والتي كان فيها ضيفاً يحل على هذا المكان المليء بالأدب والأدباء. وكما كان له الفضل بعد الله في الاهتمام بزج العم صالح في الانشغال بالتجارة وذلك بعد أن توسط له عند أخيه الأكبر أحمد هاشم الغربللي والذي كان يملك تجارة واسعة داخل البلاد وخارجها. فكان حينها ياسين الغربللي قد وجه بنصيحته للعم صالح بالعمل بالتجارة لاكتساب المهارة التجارية التي تفيده وتنفعه في دنياه.ومما يذكره العم صالح العجيري رحمه الله عن مواقفه مع السيد ياسين، حينما طلب منه توصيل رزنامته المطبوعة من البصرة إلى الكويت وذلك مقابل مبلغ 100 روبية، حيث كان والد العم صالح العجيري من المقربين جداً للسيد ياسين الغربللي والذي لم يكن يرد له طلباً. 
ويذكر الأستاذ يعقوب الرشيد بدايته على يد السيد ياسين الغربللي، وكان ذلك في ديوان السيد ياسين ، كان فيه يستمع للاخوة والأدباء وينهل من فكرهم ويستمع ويثري قراءاته بكتب طه حسين والمنفلوطي واحمد أمين والعقاد، وذلك ما يدلل على كون هذا الديوان هو منبر لتبادل الثقافات والآراء الفكرية النجيبة. وقد طلب السيد ياسين من يعقوب الرشيد العمل معه في شركة تموين الاقمشة التي كان يترأسها بالإضافة الى الاستاذ عبدالله زكريا الأنصاري، وقدم له الرعاية والتوصيات الطيبة، رغم معرفة الدكتور يعقوب البسيطة في العلوم آنذاك وصغر سنه.
وكان له اليد الطولى في تقديم المشورة والنصائح الجليلة لكل من يطلبها، ومن لا يطلبها، فهو باحث للخير محب لنشره، وكان من تلك النصائح التي أوردها حينما أشار على الشيخ عبدالعزيز الرشيد في نشره للمجلة أن ينأى عن نشر السياسة فالسياسة مناوءة ومدعاة للجدل، وقد استقرت نفس عبدالعزيزالرشيد لتلك المشورة الثمينة. 

ذكره الشاعر سليمان الجارالله في قصيدة مأثورة (غاب عني الكرى) يرثي رحيل السيد ياسين بكل حزن في أبيات جميلة تنساب فخراً واعتزازاً بما قدم وبذكراه الطيبة، ومنها هذه الأبيات:
غاب ياسين هكذا بهدوء غاب ياسين أنجب النجباء
عاش عمراً من الزمان طويلاً كان فيه من أرحم الرحماء
يفعل الخير لا يفاخر فيه هكذا كان دائماً في الخفاء
لست أطريه في مقالي حقاً فهو الصدق دونما إطراء
كان ديوانه مقراً وملجاً وملاذاً للصحب والغرباء

ما خلا قط دائماً من ضيوف يتباهى بكثرة النزلاء
وقد دونت هذه القصيدة في مجلد الشاعر سليمان الجارالله الذي حرص على طباعته ونشره مكتبة البابطين في الكويت. 

## وفاته
توفي السيد ياسين في دولة الكويت في يوم الاثنين الموافق 11 نوفمبر 1996م عن عمر يناهز 98 عاماً. ولقد قامت حكومة دولة الكويت بتكريمه بعد وفاته بتسمية شارع رئيسي بضاحية الزهراء النموذجية باسمه وهو المدخل الرئيسي لضاحية عبدالله السالم في الكويت من الجهة الغربية.